# La herida (película de 2013)
La herida es una película dramática española de 2013 dirigida por Fernando Franco García, que fue su ópera prima como director.

## Sinopsis
Ana tiene 28 años y trabaja en el servicio de ambulancias como trabajadora social. Fuera de su trabajo tiene serios problemas relacionales, su vida personal es solitaria y atormentada, lo que la lleva a autolesionarse. Ni su madre, ni su exnovio Álex, ni su compañero Jaime pueden ayudarla. Ella no lo sabe, pero sufre lo que los psiquiatras denominan síndrome borderline o trastorno límite de la personalidad, un impedimento constante para conseguir su mayor deseo; ser feliz.

## Reparto
| Intérprete             | Personaje               |
| ---------------------- | ----------------------- |
| Marian Álvarez         | Ana                     |
| Rosana Pastor          | Madre Ana               |
| Manolo Solo            | Jaime                   |
| Andrés Gertrúdix       | Álex                    |
| Ramón Agirre           | Padre Ana               |
| Ramón Barea            | Martín                  |
| Patricia López Arnaiz  | Sandra                  |
| Luis Callejo           | Chico Fiesta            |
| Mariano Estudillo      | Chico Discoteca         |
| Mikel Tello            | Ejecutivo Hotel         |
| Paco Obregón           | Padre Elena             |
| Iñaki Ardanaz          | Camarero Hotel          |
| Josu Ormaetxe          | Comercial Concesionario |
| Nagore Aranburu        | Tía Ana                 |
| Loain Jáuregui         | Novia padre             |
| Elena Arranz Martínez  | Elena                   |
| Estela Sánchez Murillo | Estela                  |
| Anartz Zuazua          | Taxista                 |
| Javi Alaiza            |                         |
| Eneko Arcas            | Chico discoteca         |

## Premios y nominaciones
Festival Internacional de Cine de San Sebastián
| Año  | Categoría                         | Persona        | Resultado |
| ---- | --------------------------------- | -------------- | --------- |
| 2013 | Concha de Plata a la mejor actriz | Marian Álvarez | Ganadora  |

Premios Goya
| Año  | Categoría                 | Persona                                      | Resultado |
| ---- | ------------------------- | -------------------------------------------- | --------- |
| 2014 | Mejor actriz protagonista | Marian Álvarez                               | Ganadora  |
| 2014 | Mejor director novel      | Fernando Franco García                       | Ganadora  |
| 2014 | Mejor guion original      | Fernando Franco García Enric Rufas i Bou     | Nominada  |
| 2014 | Mejor sonido              | Aitor Berenguer Jaime Fernández Nacho Arenas | Nominada  |
| 2014 | Mejor montaje             | David Pinillos                               | Nominada  |
| 2014 | Mejor película            |                                              | Nominada  |

Medallas del Círculo de Escritores Cinematográficos
| Año  | Categoría                 | Persona                | Resultado |
| ---- | ------------------------- | ---------------------- | --------- |
| 2014 | Mejor actriz              | Marian Álvarez         | Nominada  |
| 2014 | Mejor director revelación | Fernando Franco García | Nominada  |

Premios Feroz
| Año  | Categoría                 | Persona/Película       | Resultado |
| ---- | ------------------------- | ---------------------- | --------- |
| 2014 | Mejor película dramática  | La herida              | Nominada  |
| 2014 | Mejor actriz protagonista | Marian Álvarez         | Ganadora  |
| 2014 | Mejor dirección           | Fernando Franco García | Nominada  |

Fotogramas de Plata
| Año  | Categoría               | Persona        | Resultado |
| ---- | ----------------------- | -------------- | --------- |
| 2014 | Mejor actriz de cine    | Marian Álvarez | Nominada  |
| 2014 | Mejor película española | La herida      | Ganadora  |

Premios Cinematográficos José María Forqué
| Año  | Categoría      | Persona        | Resultado |
| ---- | -------------- | -------------- | --------- |
| 2014 | Mejor actriz   | Marian Álvarez | Ganadora  |
| 2014 | Mejor película | La herida      | Ganadora  |

Premios Turia
| Año  | Categoría               | Persona   | Resultado |
| ---- | ----------------------- | --------- | --------- |
| 2014 | Mejor película española | La herida | Ganadora  |